# Chulumani (plaats)

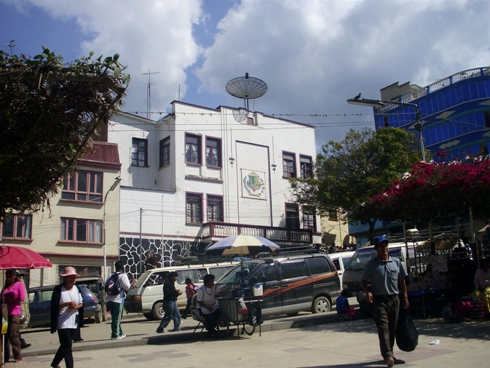
Chulumani

Chulumani is een plaats in het departement La Paz in Bolivia. Het is de hoofdplaats van de gemeente Chulumani in de provincie Sud Yungas. 